# Bondsvergadering (Zwitserland)
De Bondsvergadering (Duits: Bundesversammlung; Frans: Assemblée fédérale; Italiaans: Assemblea Federale; Reto-Romaans: Assamblea federala) is het bicameraal federaal parlement van Zwitserland, bestaande uit de Nationale Raad en de Kantonsraad. Volgens de Zwitserse Grondwet is de Bondsvergadering de hoogste macht van de Confederatie, onder voorbehoud van de rechten van de bevolking en de kantons. De Bondsvergadering is gevestigd in het Federaal Paleis in Bern.

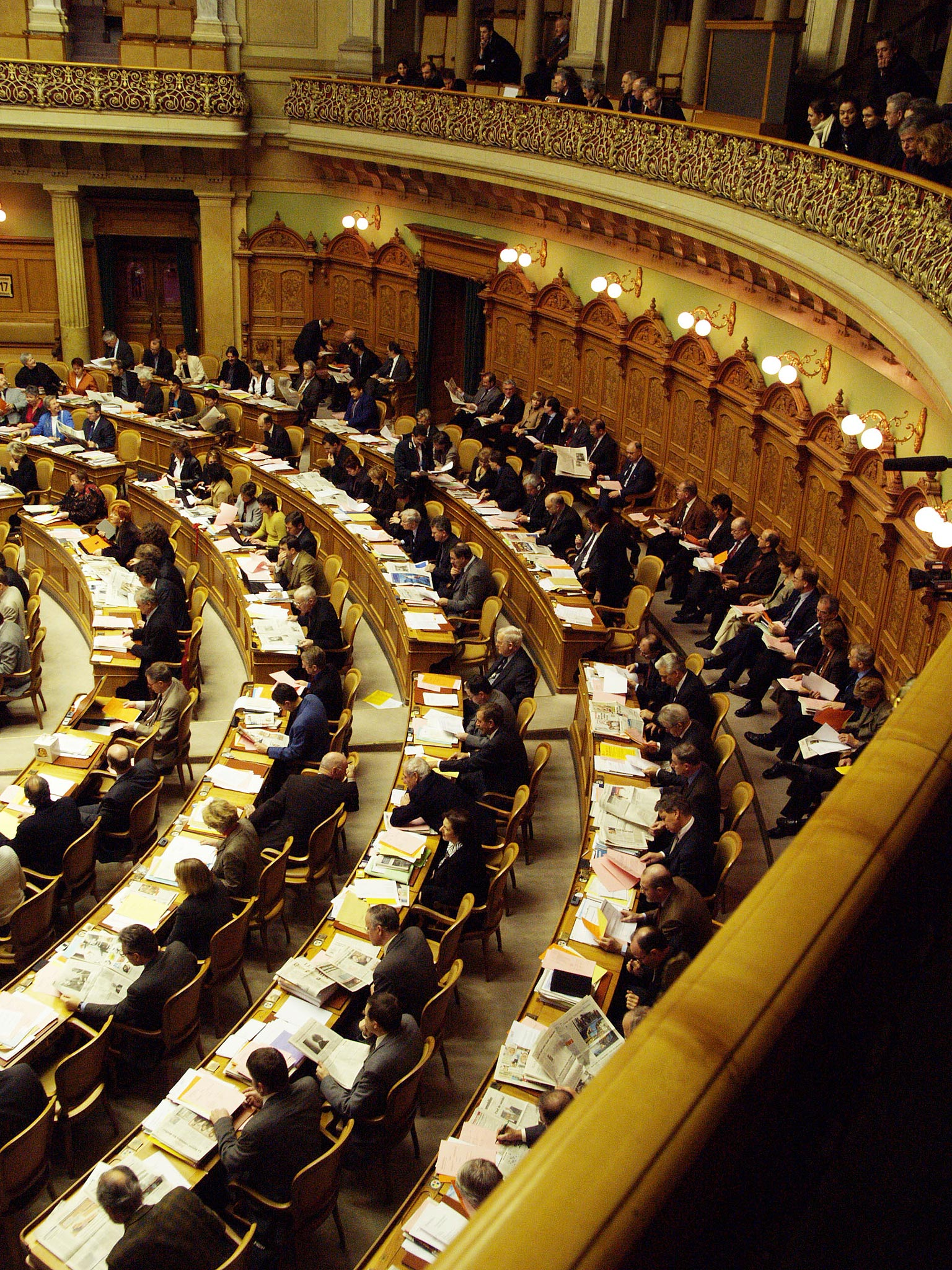
Gezamenlijke zitting van de Bondsvergadering. De leden van de Kantonsraad zitten op de achterste rij.

Binnen de Bondsvergadering wordt de Zwitserse bevolking vertegenwoordigd in de Nationale Raad, die 200 leden telt, terwijl de Zwitserse kantons worden vertegenwoordigd in de Kantonsraad, die 46 leden telt. Beide kamers hebben in principe dezelfde bevoegdheden en moeten beide de federale wetten goedkeuren. Meestal vergaderen beide kamers apart. Echter vergaderen de leden van beide kamers samen in de plenaire vergaderzaal van de Nationale Raad voor de verkiezing van de leden van de Bondsraad, de bondskanselier, de rechters in het Federaal Hooggerechtshof en de generaals in het Zwitserse leger of in geval van oorlog of nationale crisis. De leden van de Nationale Raad zetelen per politieke fractie, terwijl de leden van de Kantonsraad zetelen per kanton. Beide kamers houden in de regel vier zittingen per jaar. De finale stemmingen vinden meestal plaats aan het einde van de zitting.

## Geschiedenis

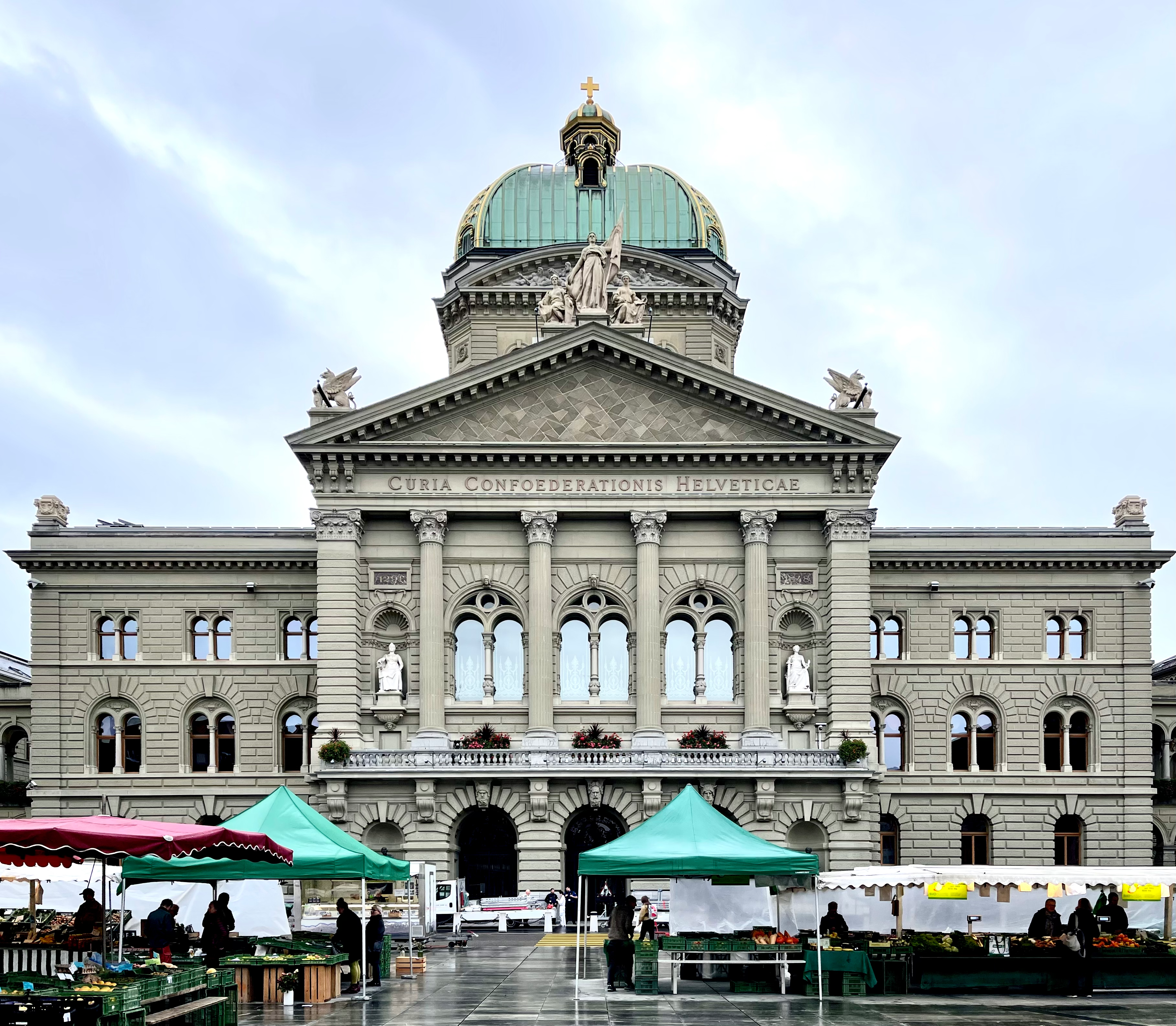
Het Federaal Paleis in Bern.

Voor de oprichting van de Zwitserse federale staat in 1848 was het enige centrale orgaan de Tagsatzung. Na de Sonderbund-oorlog in 1847 werkte men een nieuwe grondwet uit, die in 1848 van kracht werd. Bij het opstellen van de Grondwet waren er verschillende strekkingen over hoe men de federale wetgevende macht zou organiseren, en meer in het bijzonder over de manier waarop de kantons zouden worden vertegenwoordigd. De radicalen, die in de meeste kantons in de meerderheid waren, pleitten voor een systeem van evenredige vertegenwoordiging van de kantons in verhouding tot hun inwonersaantal. De kleinere kantons vreesden echter dat zij hierdoor zouden worden geminoriseerd. Uiteindelijk bereikte men een compromis om, naar het voorbeeld van het Amerikaans Congres, een bicameraal stelsel in te voeren. Enerzijds zouden in de Nationale Raad, die de bevolking vertegenwoordigt, de zetels evenredig over de kantons worden verdeeld naar bevolkingsaantal, en zouden in de Kantonsraad, die de kantons vertegenwoordigt, ieder kanton in de regel over een gelijk aantal zetels beschikken, zoals dat ook in de Tagsatzung het geval was.
De Tagsatzung keurde de Grondwet goed in juni 1848. Nadat deze ook in de kantons was goedgekeurd, keurde de Tagsatzung op 22 september 1848 zijn eigen afschaffing goed. In de maand oktober vonden vervolgens de eerste verkiezingen voor beide kamers van de Bondsvergadering plaats, waarbij de radicalen in beide kamers een meerderheid behaalden. Op 16 november 1848 verkozen de nieuwgekozen parlementsleden van de Bondsvergadering voor de eerste maal de leden van de Bondsraad.
Na de grondwetsherziening van 1874 werd de Bondsvergadering omschreven als de hoogste macht van de Confederatie, onder voorbehoud van de rechten van de bevolking en de kantons.
Sindsdien is de werking van de Bondsvergadering weinig veranderd. In 1918 hervormde men het kiessysteem en verving men het meerderheidssysteem door een systeem van evenredige vertegenwoordiging. In 1931 werd de duur van de legislatuur verlengd van drie naar vier jaar. Bij de oprichting in 1848 telde de Nationale Raad 111 leden. Dit aantal groeide mee met de bevolkingsgroei, tot in 1962 het aantal Nationale Raadsleden definitief werd vastgelegd op 200. In de Kantonsraad steeg het aantal zetels van 44 naar 46 toen het kanton Jura werd opgericht.

## Voorzitter
De voorzitter van de Nationale Raad is tevens de voorzitter van de Bondsvergadering en is in die hoedanigheid de eerste burger van het land. De huidige voorzitter is Martin Candinas.